# Сельцо-Рудное
Сельцо-Рудное (в старину — сельцо Рудное) — деревня в Жуковском районе Брянской области, в составе Овстугского сельского поселения. 
 Расположена в 2 км к западу от деревни Неготино. Население — 1 человек (2010).

## История
Впервые упоминается в XVIII веке, бывшее владение Бахтиных, Мясоедовых, позднее также Лапушкиных, Молчановых. Состояла в приходе села Вщиж.
С 1861 по 1929 год в Овстугской волости Брянского (с 1921 — Бежицкого) уезда; с 1929 в Жуковском районе (до 1930-х гг. — в Неготинском сельсовете, позднее в Овстугском).
| Годы      | 1866 | 1926 | 1979 | 1989 | 2002 | 2010 |
| --------- | ---- | ---- | ---- | ---- | ---- | ---- |
| Население | 161  | 236  | 51   | 15   | 3    | 1    |